# Possedoni
Possedoni consta com a bisbe d'Urgell en una donació que feu el comte de Cerdanya i d'Urgell Fredelao l'any 815 en benefici del monestir de Sant Sadurní de Tavèrnoles, del monestir de Sant Esteve i Sant Hilari que havia fet construir en territori cerdà, sobre uns terrenys que havia rebut de l'Emperador Lluís.